# Xinghuacun Fen Wine
Shanxi Xinghuacun Fen Wine Factory Company Limited или Shanxi Xinghuacun Fenjiu Company («Синхуацунь Фэньцзю») — китайский производитель крепких алкогольных напитков, прежде всего байцзю с «лёгким ароматом» под брендами Fen (Fenjiu), Zhuyeqing (Zhuye Green), Meigui Fen и Baiyu Fen. Компания основана в 1949 году. Штаб-квартира расположена в провинции Шаньси, в округе Люйлян (уезд Фыньян). В рейтинге Forbes Global 2000 за 2022 год заняла 1252-е место.

## История
Предприятие основано в 1949 году, в 1985 году реорганизовано в акционерную компанию, которая вошла в состав государственного многопрофильного холдинга Fenjiu Group. В середине 1980-х годов компания производила 11,5 тыс. тонн «фэньцзю», что делало её крупнейшим производителем байцзю в Китае. С ростом китайской экономики рос и спрос среднего класса на «фэньцзю», в связи с чем Xinghuacun Fenjiu к концу 1980-х годов существенно расширила свои производственные мощности. В 1994 году Xinghuacun Fenjiu первой из производителей байцзю вышла на фондовую биржу. 
Стремясь увеличить свою долю рынка, руководство Xinghuacun Fenjiu нацелилось на производство недорогих напитков и стало продвигать «фэньцзю» как «народный ликёр». В итоге во второй половине 1990-х годов компания уступила лидерство на рынке байцзю производителям более дорогих брендов, особенно таким гигантам, как Kweichow Moutai, Wuliangye Yibin и Luzhou Laojiao. В 2017 году Xinghuacun Fenjiu приступила к реализации масштабной программы реструктуризации, стремясь вернуть утраченную долю рынка и стать сильным игроком в нише байцзю премиум-класса.

## Деятельность

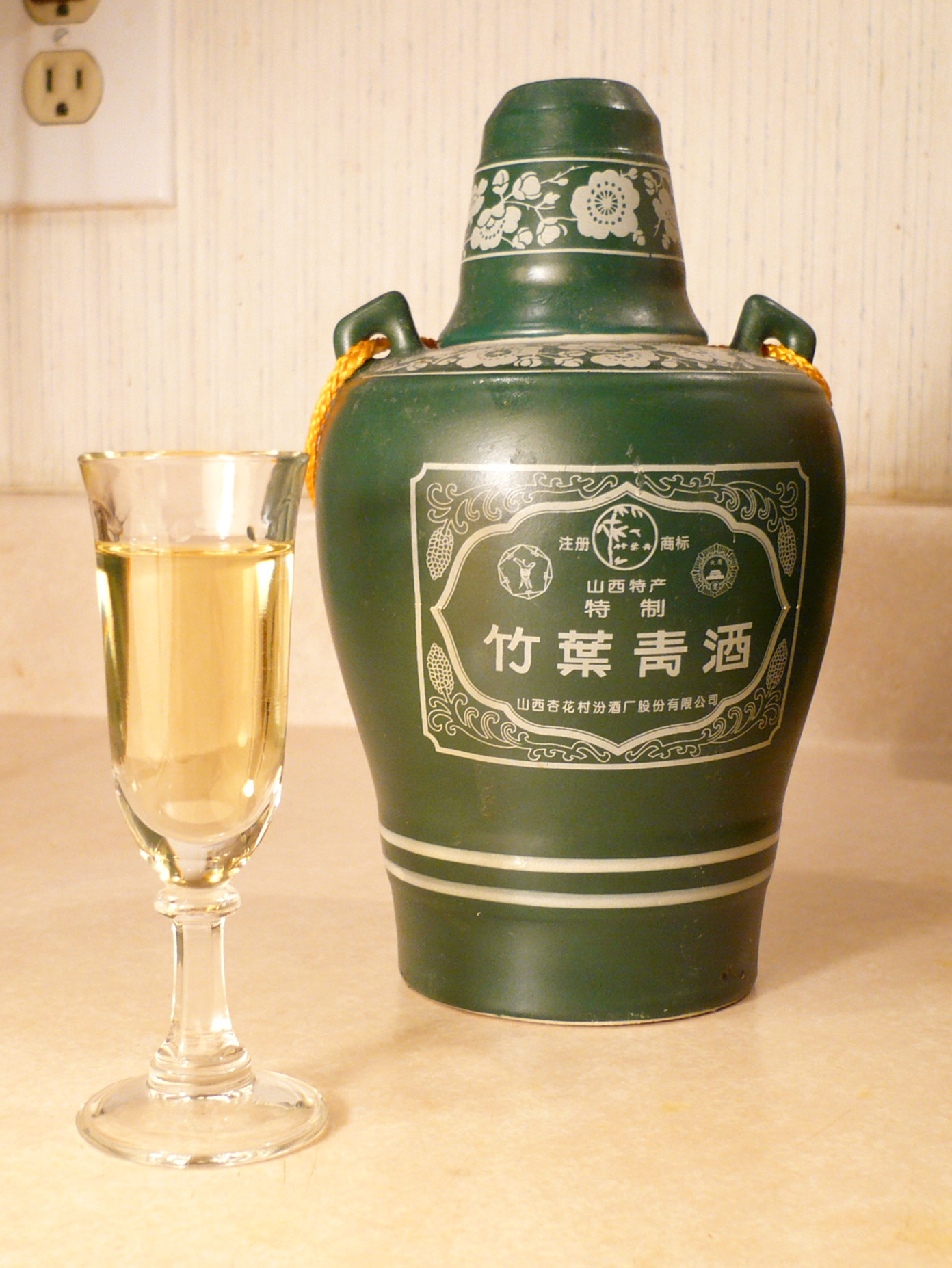
Подарочная бутылка ликёра Zhuyeqing

Китайцы ежегодно покупают различных сортов байцзю на сумму 65 млрд фунтов стерлингов, что делает его самым продаваемым крепким спиртным напитком в мире по объёму потребления, тогда как на Западе он всё ещё мало известен.
Компания Shanxi Xinghuacun Fen Wine производит крепкий ароматный байцзю сорта «фэньцзю» (также известен как «фэньсян»). Основным сырьём для производства напитка служат ферментированные зёрна сорго и ячменя, а также ферментированные гороховые бобы. Кроме того, из «фэньцзю» производят сладкий ликёр Zhuyeqing с добавлением зелёных листьев бамбука и лечебных трав. Основными дочерними компаниями являются Shanxi Xinghuacun Fenjiu International Trade, Shanxi Xinghuacun International Trading (Шаньси), Bamboo Leaf Green Wine (Пекин) и Dalian Xinghuacun Wine Industry (Далянь).
Байцзю сорта «фэньцзю» с 1952 года входило в состав четырёх «исконных» сортов этого напитка (тремя другими являлись «маотай», «тэцюй» и «сифэн»), а компания Xinghuacun Fen Wine являлась единственным лицензированным его производителем. В 1963 году к четырём старым известным сортам китайские власти добавили четыре новых сорта байцзю, включая «улянъе», «гуцзингун», «дацюй» и «дун» (со временем «улянъе» значительно обогнал «фэньцзю» по популярности).
По итогам 2021 года основные продажи Xinghuacun Fen Wine пришлись на бренды Fenjiu (89,7 %) и Zhuye Green (3,2 %). На китайский рынок пришлось 40,7 % выручки, на зарубежные рынки — 59,3 %. Продукция Xinghuacun Fen Wine экспортируется в более чем 60 стран и регионов мира и является самым экспортируемым крепким алкогольным напитком Китая.

## Акционеры
По состоянию на 2022 год крупнейшими акционерами Shanxi Xinghuacun Fen Wine Factory Company являлись Комитет по контролю и управлению государственным имуществом провинции Шаньси (57,4 %), Комитет по контролю и управлению государственным имуществом Китая (11,4 %), China Merchants Fund Management (3,1 %), E Fund Management (2,12 %), China Universal Asset Management (2 %), Yinhua Fund Management (1,59 %), China Asset Management (1,1 %) и Invesco Great Wall Fund Management (0,95 %).

## Спорт
Xinghuacun Fen Wine выступает генеральным спонсором китайского баскетбольного клуба «Шаньси Лунгс», который базируется в городе Тайюань.